# Чемпионат мира по биатлону 2023 — смешанная эстафета
Соревнования в смешанной эстафете 4×6 км на чемпионате мира 2023 по биатлону в немецком Оберхофе прошли 8 февраля 2023 года.
На старт были заявлены 26 сборных. Гонку в 4-й раз подряд выиграли норвежские биатлонисты.

## Медалисты
| Золото                                                                                           | Серебро                                                                   | Бронза                                                                          |
| Норвегия · Ингрид Тандревольд · Марте Олсбю-Ройселанн · Стурла Холм Легрейд · Йоханнес Тиннес Бё | Италия · Лиза Виттоцци · Доротея Вирер · Дидье Бионаз · Томмазо Джакомель | Франция · Жюлья Симон · Анаис Шевалье-Буше · Эмильен Жаклен · Кантен Фийон Майе |

## Результаты
| Место | Номер | Команда                                                                                          | Время                                     | Стрельба                             | Отставание |
| ----- | ----- | ------------------------------------------------------------------------------------------------ | ----------------------------------------- | ------------------------------------ | ---------- |
| 1     | 6     | Норвегия · Ингрид Тандревольд · Марте Олсбю-Ройселанн · Стурла Холм Легрейд · Йоханнес Тиннес Бё | 1:04:41.9 17:23.1 17:35.2 14:45.7 14:57.9 | 1+9 0+0 1+3 0+0 0+2 0+0 0+0 0+3 0+1  |            |
| 2     | 2     | Италия · Лиза Виттоцци · Доротея Вирер · Дидье Бионаз · Томмазо Джакомель                        | 1:04:53.5 16:37.5 17:30.8 15:43.8 15:01.4 | 0+6 0+0 0+1 0+1 0+2 0+0 0+1          | +11.6      |
| 3     | 9     | Франция · Жюлья Симон · Анаис Шевалье-Буше · Эмильен Жаклен · Кантен Фийон Майе                  | 1:05:37.8 16:27.8 17:46.8 15:30.1 14:53.1 | 0+9 0+1 0+0 0+2 0+2 0+3 0+0          | +55.9      |
| 4     | 9     | Австрия · Дуня Здоуц · Лиза Тереза Хаузер · Давид Коматц · Симон Эдер                            | 1:05:41.1 17:31.3 17:27.3 15:12.3 15:30.2 | 0+3 0+1 0+0 0+0 0+1 0+0 0+0          | +59.2      |
| 5     | 7     | Чехия · Тереза Воборникова · Маркета Давидова · Михал Крчмарж · Томас Микишка                    | 1:05:51.3 17:16.0 17:47.4 15:07.4 15:40.5 | 0+7 0+2 0+1 0+1 0+1 0+1 0+0 0+0 0+1  | +1.09.4    |
| 6     | 5     | Германия · Ванесса Фойгт · Дениз Херрман-Вик · Бенедикт Долль · Роман Рес                        | 1:06:08.4 17:28.5 17:06.7 16:04.2 15:29.0 | 1+9 0+1 0+1 1+3 0+1 0+0 0+1 0+2 0+0  | +1.26.5    |
| 7     | 4     | Швейцария · Элиза Гаспарин · Лена Хекки-Гросс · Себастьян Штальдер · Никлас Хартвег              | 1:06:31.4 17:33.1 17:29.2 15:42.5 15:46.6 | 0+5 0+0 0+2 0+0 0+0 0+1 0+0          | +1.49.5    |
| 8     | 21    | Канада · Эмма Ландер · Надя Мозер · Адам Раннелс · Кристиан Гоу                                  | 1:07:04.7 16:43.8 18:36.6 15:56.7 15:47.6 | 0+9 0+0 0+0 0+3 0+2 0+0 0+2 0+2 0+0  | +2.22.8    |
| 9     | 3     | Швеция · Ханна Эберг · Эльвира Эберг · Мартин Понсилуома · Себастьян Самуэльссон                 | 1:07:15.7 16:53.6 17:42.2 15:22.9 17:17.0 | 3+15 0+2 0+0 0+1 0+2 0+3 0+1 3+3 0+3 | +2.33.8    |
| 10    | 11    | Украина · Анастасия Меркушина · Юлия Джима · Дмитрий Пидручный · Антон Дудченко                  | 1:07:15.7 17:33.2 18:00.3 16:01.1 15:52.6 | 0+7 0+0 0+0 0+0 0+1 0+1 0+3 0+1 0+1  | +2.45.3    |